# Royal Rumble (singolo)
Royal Rumble è un singolo del rapper Lil Tecca, pubblicato il 26 agosto 2020 dalla Galactic Records.

## Tracce
1. Royal Rumble – 2:39